# Octodonta
Octodonta is een geslacht van kevers uit de familie bladkevers (Chrysomelidae).
De wetenschappelijke naam van het geslacht werd in 1875 gepubliceerd door Félicien Chapuis.

## Soorten
- Octodonta affinis (Uhmann, 1935)
- Octodonta angulosa (Uhmann, 1931)
- Octodonta banguiensis (Uhmann, 1933)
- Octodonta depressa (Chapuis, 1875)
- Octodonta korthalsiae Gressitt, 1960
- Octodonta maffinensis Gressitt, 1957
- Octodonta nipae (Maulik, 1921)
- Octodonta subparallela Spaeth, 1936
- Octodonta surigaoana (Uhmann, 1933)